# يعقوب بنيجنوس وينسلو

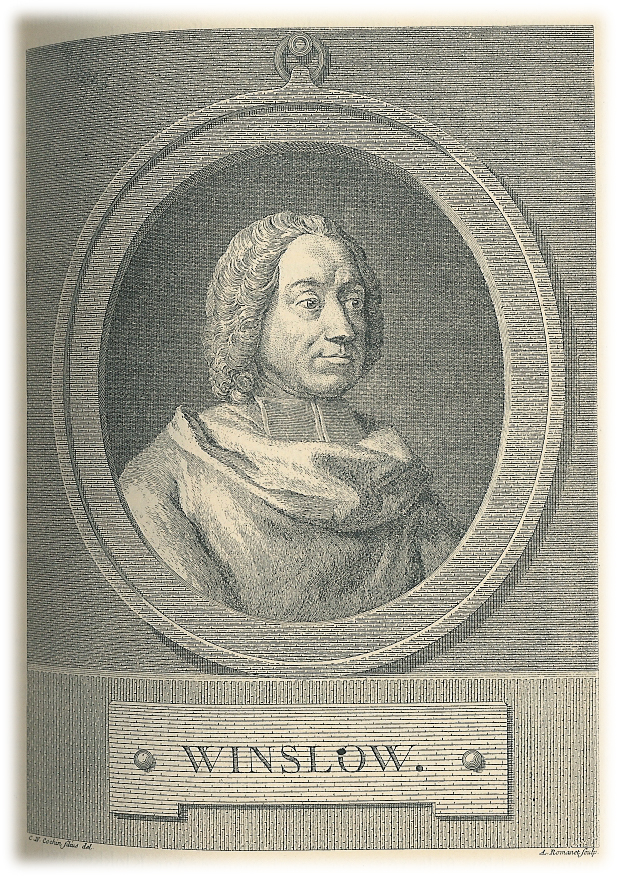
يعقوب وينسلو.

يعقوب بينيغنوس وينسلو (بالفرنسية: Jacques-Bénigne Winslow)‏ ، المعروف أيضا باسم جاك بينيني وينسلو (17 أبريل 1669 - 3 أبريل 1760)، كان عالم تشريح فرنسي-دنماركي.

## حياته
ولدت وينسلو في مدينة أودنسه من أعمال الدنمارك. وفي وقت لاحق أصبح تلميذا وخلفا لعالم التشريح غويتشارد جوزيف دوفيرني، وكذلك تحول إلى الكاثوليكية، وتجنس في فرنسا، وفي النهاية أصبح أستاذا في علم التشريح في مبنى حديقة النباتات في دو روي في باريس.
وأُعجب به كثيرا الأسقف جاك بينيني بوسيت، الواعظ الشهير الذي كان له دور فعال في تحويله للكاثوليكية وغير اسمه الأول إلى بوسيت.
توفي وينسلو في باريس.
يعزى ليعقوب وينسلو توثيق أول وجود للثقب الشائك.

## وصلات إضافية
- Exposition anatomique de la structure du corps humain online:
  - Volume 1، صفحة. PR3, في كتب جوجل (1732)
  - Volume 2، صفحة. PR5-IA1, في كتب جوجل (1776)
  - Volume 3، صفحة. PP7, في كتب جوجل
- Short biography on من سمى هذا؟
- Exposition anatomique de la structure du corps humain online:
  - Volume 1، صفحة. PR3, في كتب جوجل (1732)
  - Volume 2، صفحة. PR5-IA1, في كتب جوجل (1776)
  - Volume 3، صفحة. PP7, في كتب جوجل
- Short biography on من سمى هذا؟